# Khanirabbat
Janirabbat, Khanirabat o Hanirabbat és un país que apareix esmentat almenys dues vegades en les inscripcions assíries. Literalment el nom vol dir Khani la Gran (Khani-rabbat) i Khani seria el nom d'una regió, potser Capadòcia, identificació que va defensar W. Max Millier. Maspero pensa que el més probable és que la lectura correcta del nom sigui Khani-Galbat i s'hauria conservat en Julbat que els historiadors àrabs de l'edat mitjana van donar a una província del Regne d'Armènia Menor. La referència a la muntanya Kashiari permet situar-la a la rodalia d'aquesta (el mont Kashiari, després Masius, està situat al nord-oest del triangle del Khabur). La situació de Janirabbat a l'oest de l'Anzitene, a Capadòcia tocant a la regió de Melid o de Malatya, seria massa llunyana a la muntanya Kashiari. És, doncs, molt probable que Maspero tingui raó i que es tracti de la regió de Khanigalbat.
La primera vegada que és esmentada fou en temps de Salmanassar I (vers 1274/1265 a 1245/1235 aC) que hi va fer la seva dotzena expedició, on fou destruïda la fortalesa de Shungira i saquejada la ciutat d'Iq Geshka al peu de la muntanya Kashiari. Torna a aparèixer sota Teglatfalassar I (1115-1076 aC) en el seu quart any de regnat i sisena campanya quan va recaptar el tribut a Mildish o Melid (Malatya) i a la regió de Janirabbat.